# 中尾尚人
中尾 尚人（なかお なおと、1977年（昭和52年）8月17日 - ）は日本の俳優。身長185cm、B97cm、W80cm、H94cm。血液型はA型。
有限会社Grue所属。ミステリー専門劇団回路Ｒ劇団員。

## 人物
- 趣味は釣り、サーフィン、家庭菜園。普通自動車免許(AT限定)、第二種電気工事士の資格を持っている。

## 主な出演作品

### ドラマ
- リアルクローズ第3話 - ボーイ役
- 相棒season8(2009年、第1話カナリアの娘)テレビ朝日系- 公安捜査員役
- フルスイング第1話
- アンナさんのおまめ第7話(2006年、テレビ朝日系) - 警官役
- ハンドク!!!第10話(2001年、TBS)- 作業員役
- ブレスト〜女子高生、10億円の賭け!(2006年、テレビ朝日系) - 大手広告会社社員役
- 功名が辻第20、22話 (NHK) - 近習役
- 美しい隣人(2011年、関西テレビ)
- ネオ・ウルトラQ第1話(2013年、WOWOW)
- ダブルス〜二人の刑事第4話(2013年、テレビ朝日)
- 相棒season12(2013年、第1話ビリーバー)テレビ朝日系 - 捜査一課刑事役

### バラエティ
- run for money 逃走中(2004年 - 2009年、2010年5月18日、2010年6月27日、2011年4月10日、2013年1月6日、2013年1月13日)フジテレビ系 - ハンター(02NN)
- クロノス(2007年4月23日 - 2007年9月24日)フジテレビ系 - ハンター(02NN)
- ジャンプ○○中 (2007年10月17日 - 2008年3月5日) フジテレビ ハンター(02NN)

### CM
- TV Japan
- セシルマクビー
- Panasonic エコナビ
- 三井住友銀行
- ジェームス

### 映画
- THE 有頂天ホテル(2006年) - ゲイの客役
- カイジ 人生逆転ゲーム(2009年、東宝、監督：佐藤東弥) - 黒服役

### VP
- ヒルトン東京ベイ

### モデル
- ローソン(雑誌広告)
- 関東銀行(ポスター)
- NTTコミュニケーションズ(交通広告)